# Khojak-Tunnel
Der Khojak-Tunnel (Urdu خوجک سرنگ, Khojak Sarang), auch Shela-Bagh-Tunnel, ist ein Eisenbahntunnel auf der Eisenbahnlinie Sibi-Quetta-Chaman in der pakistanischen Provinz Belutschistan. Der Tunnel wurde bereits zur britischen Kolonialzeit von 1888 bis 1891 erbaut und unterquert den in 2290 m Höhe gelegenen Khojak-Pass im Toba-Achakzai-Gebirge. Mit 3,9 Kilometern Länge war er bis zur Eröffnung des 8,5 km langen Lowari-Tunnels 2017 der längste Tunnel in Pakistan.

## Beschreibung und Geschichte
Schon in den 1850er Jahren gab es von britischer Seite Überlegungen, eine Eisenbahnlinie zu erbauen, die von der britisch-indischen Provinz Sindh bis ins afghanische Kandahar führen sollte. Hintergrund der Überlegungen war nicht ein wirtschaftliches Interesse an der dünn besiedelten und kargen Region, sondern deren strategische Bedeutung, die sich im Ersten Anglo-Afghanischen Krieg gezeigt hatte. Eine Eisenbahnverbindung sollte schnellere Truppenbewegungen ermöglichen. Nach dem Zweiten Anglo-Afghanischen Krieg kam die heutige Region Belutschistan unter dauerhafte britische Kontrolle und zu Britisch-Indien, und die Planungen wurden dahingehend geändert, dass die zu erbauende Eisenbahnlinie nur bis nach Chaman, der Grenzstadt zu Afghanistan führen sollte.
Die Planungen beinhalten eine Untertunnelung des 2290 m hohen Khojak-Passes, der damals wie auch heute insbesondere in den Wintermonaten von Dezember bis März aufgrund gelegentlich auftretendem starken Schneefalls zeitweilig unpassierbar war bzw. ist. Die Arbeiten am Tunnelbauwerk begannen am 14. April 1888 und schon am 5. September 1891 ging der Eisenbahnverkehr in Betrieb. Viele Materialien mussten aus dem Vereinigten Königreich importiert werden. Die Tunnelarbeiter kamen aus verschiedenen Regionen Britisch-Indiens und anderen Regionen des Empire. Unter anderem wurden auch 65 Minenarbeiter aus Wales aufgrund ihrer Spezialkenntnisse beim Tunnelbau eingesetzt. Der Tunnelbau in der entlegenen und schwer zugänglichen Region war ein logistisches und technisches Meisterwerk. Unter den Arbeitern forderte der Tunnelbau erhebliche Opfer. Während einer Typhusepidemie im Winter 1890–1891 starben etwa 800 Arbeiter in vier Monaten. Zum Zeitpunkt seiner Fertigstellung war der Khojak-Tunnel der viertlängste Tunnel der Welt und der längste in Südasien.
Zur Sicherung des Tunnels wurden anschließend kleine britische Armee-Detachments an den Tunneleingängen bei Sheila Bagh und Spinwana stationiert.
Die gesamte Tunnellänge beträgt 3912 m. Am südwestlichen Tunneleingang befinden sich der Ort und Bahnhof Sheilabagh („Garten Sheilas“) im  heutigen Distrikt Qilla Abdullah auf einer Höhe von 1939,8 m und am nordwestlichen Tunnelportal der Ort Sanzala im Distrikt Chaman auf einer Höhe von etwa 1945 m.

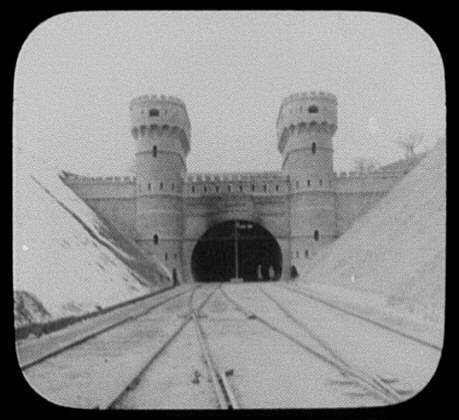
Das südwestliche Tunnelportal auf einer historischen Fotografie. Die Turmaufbauten wurden beim Quetta-Erdbeben 1935 zum Teil zerstört.
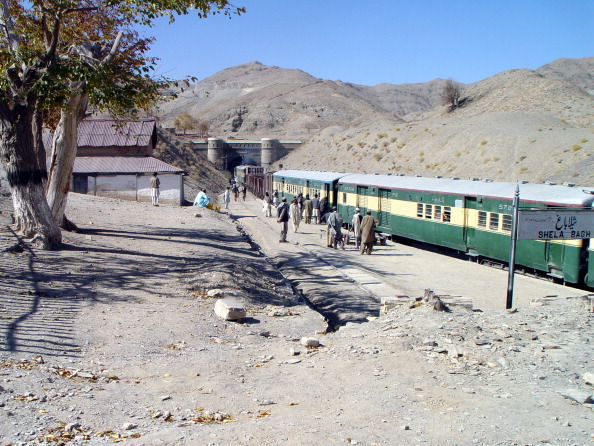
Zug vor der südwestlichen Tunneleinfahrt
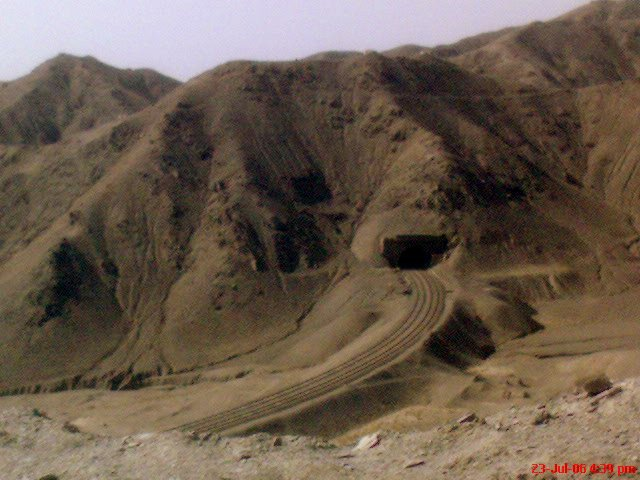
Nordöstliche Tunneleinfahrt

## Sonstiges
Auf seiner siebenmonatigen Weltreise (die ihn auch nach Deutschland führte) durchquerte König Amanullah Khan von Afghanistan mit seinem eigens zusammengestellten königlichen Zug im Dezember 1927 auch den Khojak-Tunnel.
Bei Wartungsarbeiten wird die Innenbeleuchtung des Tunnels bei Tage durch große verschiebliche konkave Spiegel an den Tunneleingängen, die das Sonnenlicht in die schnurgerade Tunnelröhre umlenken, bewerkstelligt.
Der Tunnel war auf der Rückseite der früheren pakistanischen Fünf-Rupien-Banknote, die von 1976 bis 2005 im Umlauf war, abgebildet.
Am 14. August 2020 ehrte Google die 73. Wiederkehr der Unabhängigkeit Pakistans am 14. August 2020 mit einem Google Doodle, bei dem der Khojak-Tunnel abgebildet war.